# Catullus 16
Catullus 16 er et digt af den romerske digter Gaius Valerius Catullus. Det er skrevet i linjer der alle har elleve stavelser. Digtet blev betragtet som så eksplicit seksuelt, at en fuldstændig engelsk oversættelse ikke var offentlig tilgængelig før i slutningen af det tyvende århundrede. Den første linje, Pedicabo ego vos et irrumabo (i den danske oversættelse af Otto Gelsted oversat til "Jeg vil rende jer i røven og kæften"), er blevet beskrevet som "et af de mest stødende udtryk nogensinde skrevet på latin – eller på noget sprog"
Adskillige udgaver af Catullus udelader digtets mere eksplicitte dele. I nogle er linjer udeladt, mens andre udgaver har fået fjernet eksplicitte ord.
Digtet er Catullus' svar til personerne Furius (muligvis digteren Furius Bibaculus) og Aurelius, som havde beskyldt ham for at skrive umoralske digte. Catullus svarer med dette digt, skrevet i et sprog fuld eksplicitte seksuelle udtryk, at digteren selv er og skal være kysk, men hans digte må gerne være utugtige, og at det netop er dem der skriver søde og harmløse digte man skal vogte sig for.